# 유령 작가
《유령 작가》(幽靈作家, 영어: The Ghost Writer)는 2010년 개봉한 정치 스릴러 영화이다. 로버트 해리스의 동명의 소설을 바탕으로 제작되었다.

## 줄거리
영국의 유령 작가는 사망한 전임자의 뒤를 이어 전 영국 총리 애덤 랭의 자서전 작업을 맡게 된다. 랭은 전쟁범죄 혐의로 국제 재판을 피하기 위해 미국에 머무르고 있으며, 유령 작가는 랭과 그의 아내 루스가 머무는 외딴 섬으로 향한다. 그곳에서 작가는 랭의 정치적 스캔들과 관련된 의문스러운 사건들을 발견하기 시작한다.
전임 작가의 죽음이 단순한 익사가 아니라는 정황이 포착되고, 랭이 CIA와 연루되어 있다는 증거들이 속속 드러난다. 유령 작가는 전임 작가의 유품에서 단서를 찾아내고, 랭과 CIA 사이의 연결고리를 가진 교수와 만나게 된다. 랭의 과거 행적과 관련된 진실을 파헤칠수록 작가는 위험에 빠지게 되고, 의문의 추격자들에게 쫓기게 된다.
결국 작가는 랭이 CIA 요원으로서 미국의 이익을 위해 움직였다는 사실을 알게 된다. 그리고 이 사실은 랭의 아내 루스가 CIA에 포섭되어 랭을 조종했다는 충격적인 진실로 이어진다. 랭은 과거 그의 전쟁 정책으로 아들을 잃은 아버지에게 암살당하고, 유령 작가는 랭의 자서전을 완성하게 된다.
자서전 출판 파티에서 작가는 원고에 숨겨진 메시지를 통해 루스와 교수의 관계를 알게 되고, 루스에게 진실을 폭로한다. 작가는 파티장을 떠나지만, 의문의 차량에 치여 목숨을 잃고, 전임 작가의 원고는 바람에 흩날리며 영화는 끝을 맺는다.

## 캐스팅
- 이완 맥그리거 - 유령작가
- 피어스 브로스넌 - 아담 랭
- 팀 피어스 - 로이
- 제임스 벨루시 - 존 매독스
- 이본느 톰린슨 - 스튜어디스
- 밀턴 웰치
- 팀 패러데이 - 베리
- 앨리스 마졸티 - 보호 담당관 1
- 존 케오그 - 보호 담당관 2
- 마리앤 그라팜 - 루시
- 수지 강 - 뎁
- 제이미스 버틀러 - FBI 에이전트
- 글렌 콘로이 - 바먼
- 로버트 젤리거 - CNN 뉴스 캐스터
- 앤 위트만 - CNN 뉴스 캐스터
- 마이클 S. 루쉐인스키 - CNN 기자
- 클레이턴 님로 - 저널리스트
- 수잔 매너 - 레이디 저널리스트
- 디자이리 이라스머스 - 낸시 에멧
- 애롤 샤커
- 애롤 트롯맨-헤르우드
- 탤린 로페즈
- 조엘 커비 - 모텔 접수원
- 레진 헨쉘 - 식당 웨이트리스
- 마틴 헨쉘
- 제프 버렐 - 프랭크
- 다니엘 슈튼
- 알렉산더 래머스 - 리포터
- 엘리 웰라치 - 해변집 노인 (특별출연)

## 한국판 성우진(KBS)
- 홍시호 - 유령작가(이완 맥그리거)
- 김도현 - 아담 랭(피어스 브로스넌)
- 박상일 - 라이카트(로버트 퍼프)
- 온영삼 - 폴 에밋(톰 윌킨슨)
- 안경진 - 루스(올리비아 윌리엄스)
- 김준 - 크롤(티모시 허튼)
- 김옥경 - 아멜리아(킴 캐트롤)
- 서문석 - 배리(팀 패러데이)
- 김영진 - 영국인(데이빗 린톨)
- 윤동기 - 릭(존 번탈)
- 곽윤상 - 조시(나샤 헤이텐디)
- 은정 - 앨리스(케이트 코펠랜드)
- 이승주 - 코니(데프니 알렉산더)
- 강보라 - 앵커(안나 보팅)